# Азра (име)
Азра је женско име арапског порекла и значи девица, односно чиста и невина девојка. Хебрејско значење имена, без обзира да ли је дато дечаку или девојчици је „чисто“. Ово име је заступљено на Балкану, у Арабији, Турској и Ирану, као и у земљама где се говори урду. Иранска варијанта овог имена је и Озра са истим значењем.